# Uromacer catesbyi
Uromacer catesbyi — вид змій родини полозових (Colubridae). Мешкає в Гаїті і Домініканській Республіці.

## Підвиди
Виділяють вісім підвидів:
- Uromacer catesbyi catesbyi (Schlegel, 1837) — півострів Тібурон на південному заході Гаїті;
- Uromacer catesbyi cereolineatus Schwartz, 1970 — Каємітські острови[en];
- Uromacer catesbyi frondicolor Schwartz, 1970 — острів Гонав;
- Uromacer catesbyi hariolatus Schwartz, 1970 — Гаїті (на північ від рівнини Кюль-де-Сак[en] і на захід від кордону з Домініканською Республікою);
- Uromacer catesbyi inchausteguii Schwartz, 1970 — острів Саона[en];
- Uromacer catesbyi insulaevaccarum Schwartz, 1970 — острів Ваш[en];
- Uromacer catesbyi pampineus Schwartz, 1970 — Домініканська Республіка (за винятком долини Неїба[sv] і півострова Бараона, на схід від кордону з Гаїті);
- Uromacer catesbyi scandax Dunn, 1920 — острів Тортуга.

## Поширення і екологія
Uromacer catesbyi мешкають на Гаїті та на сусідніх островах. Вони живуть в різноманітних природних середовищах з помірних зволоженням, зокрема в тропічних лісах, акацієвих заростях і оазах в сухій місцевості. Ведуть деревний спосіб життя, живляться амфібіями, зокрема карибськими райками, ящірками, зокрема анолісами, а також птахами, такими як цереби. Відкладають яйця.